# Киберпространство
Киберпространство е термин, който означава глобалната мрежа, като съвкупност от независими информационно технологични инфраструктури, телекомуникационни мрежи, и компютърни процесорни системи, в които се осъществява онлайн комуникация .
Терминът на английски cyberspace (букв. киберпространство) е използван за първи път от автора на киберпънк научна-фантастика Уилям Гибсън в неговия разказ Горящ хром,, макар че концепцията е описвана и преди това, например в късия разказ на Върнър Виндж Истински имена (True Names), и дори по-рано от Джон М. Форд в романа Мрежа от ангели (Web of Angels).